# بالي بك بن يحيى باشا زاده مالقوج أوغلي
بالي بك بن يحيى باشا زاده مالقوچ أوغلي (بالتركية: Yahyapaşazade Malkoçoğlu Bali Bey)‏ أو مالقوچ أوغلي (بالتركية: Malkoçoğlu)‏ (1495م-1543م في بودا)، فارس آقنجي تركي ينتمي إلى عائلة "بنو مالقوچ" (بالتركية: Malkoçoğlu ailesi)‏ وخاض المعارك مع السلطان سليمان الأول وتولى حكم بلغراد وسنجق البوسنة.

## عائلته
جده السلطان بايزيد الثاني وجدته شيرين خاتون، وابنتهما عين شاه خاتون (بالتركية: Aynışah Sultan)‏ هي والدة بالي بك.
والده يحيى باشا زاده مالقوچ أوغلي (بالتركية: Malkoçoğlu Yahya Pasha )‏ زوج عين شاه خاتون.
له ابن اسمه محمد بك يحيى باشا زاده مالقوچ أوغلي (بالتركية: Yahyapaşazade Malkoçoğlu Mehmet Bey)‏.

## حياته ووفاته

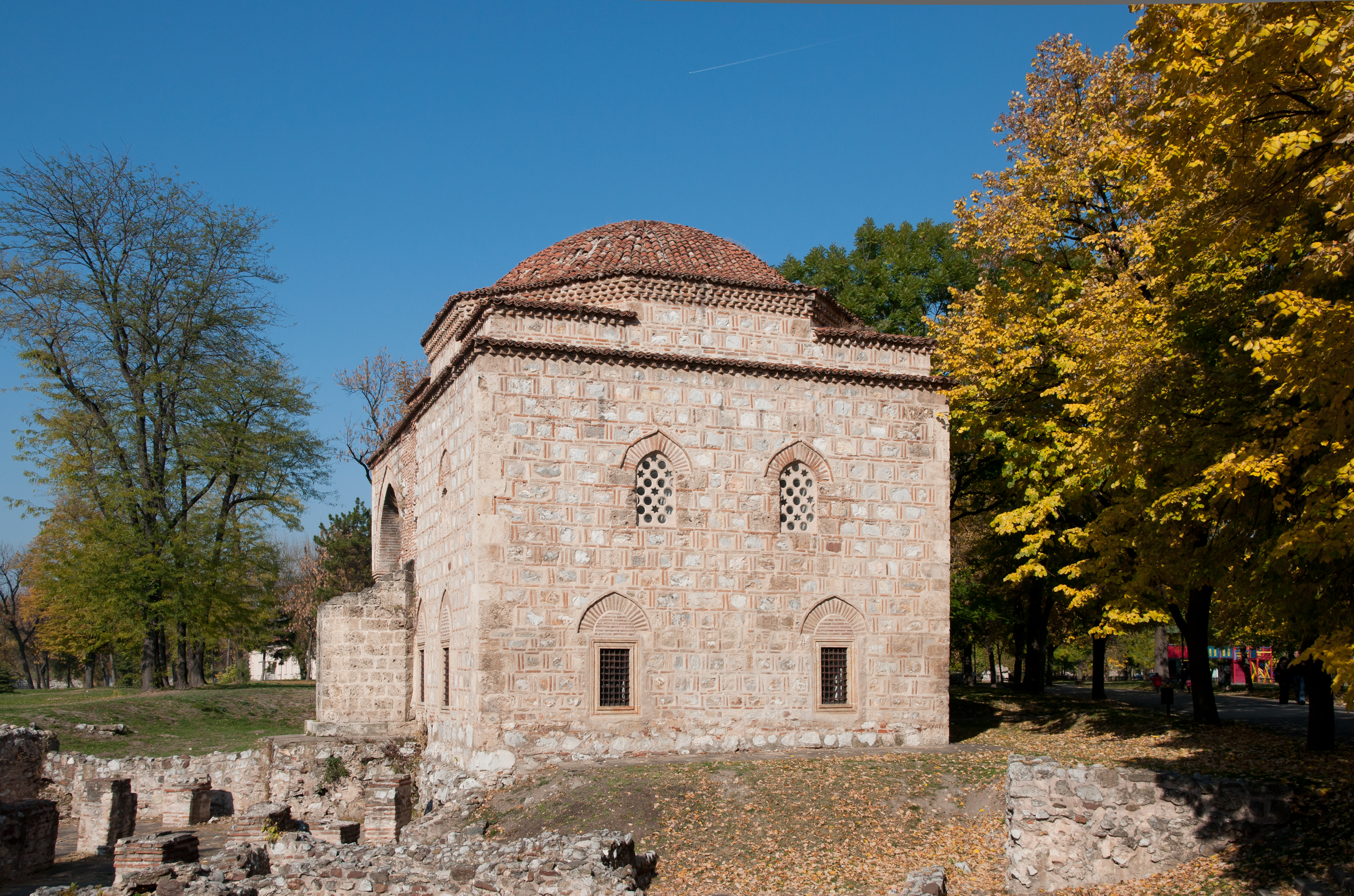
مسجد بالي بك - قلعة نيش، صربيا.

كان بالي بك زاده من فرسان الآقنجية، عاش في أوائل القرن السادس عشر وشارك في حروب المجر مع السلطان سليمان القانوني . شارك في فتح بلغراد عام 1521م ثم أصبح قائد القلعة وسنجق بك بلغراد وحاكم البوسنة. بعد أن خرج السلطان سليمان القانوني في حملة عسكرية إلى المجر عام 1526م، أُرسل بالي بك قائدا مع ما يقرب من خمسة آلاف وحدة من سلاح الفرسان وكان قائد الجناح الأيمن للجيش العثماني. قدم بالي بك مساهمة كبيرة في هزيمة الجيش المجري في معركة موهاج 1526م، فقد قام ببناء جسر لتمكين الجيش من عبور النهر والوصول إلى سهل موهاج في فترة قصيرة مدتها أسبوع، وفي المعركة طوق لجيش المجري من الخلف وهزيمته.
بعد المعركة عُيين في سنجق سمندرية بصربيا، ثم خدم لاحقًا في إمارتي سنجق البوسنة وبلغراد، وفي عام 1543م عُيين حاكمًا لبودا.
توفي بالي بك مالقوچ أوغلي في نفس العام، وكان قد أنشأ العديد من الأعمال الخيرية مثل المساجد والمدارس في المدن التي كان يشغل فيها منصب رئيس الآقنجية.

## مكانته في الثقافة الشعبية
- أكبر ساحة في بودابست كانت تسمى ساحة "غازي بالي باشا" إلى أن خسر العثمانيون بودابست.
- قام جنيد أركين بتجسيد دور بالي بك زاده في الأفلام الستة الأولى من سلسلة أفلام مالقوچ أوغلي (Malkoçoğlu)، وفي الجزء السابع والأخير لعب دوره سردار غوكهان.
- قام بأداء دوره براق أوزجوید في المسلسل التلفزيوني "حريم السلطان"، الذي يدور حول عهد السلطان سليمان القانوني.